# Napule (brano musicale)
Napule è un brano musicale interpretato da Gigi D'Alessio, Lucio Dalla, Gigi Finizio, e Sal da Vinci, pubblicato come singolo il 18 ottobre 2004. Si tratta della sesta canzone dell'undicesimo album Quanti Amori.

## Descrizione
La canzone è una tra le tante dedicata alla città di Napoli e alla sua storia. Si ha la partecipazione  degli artisti napoletani Gigi D'Alessio, Gigi Finizio e Sal Da Vinci. A impreziosire il brano l'adesione da parte del cantante bolognese Lucio Dalla in quanto autore del brano Caruso, di cui nella canzone viene romanzata la genesi.

## Tracce
1. Napule (feat. Lucio Dalla, Gigi Finizio, Sal da Vinci) – 4:23 (Gigi D'Alessio, Vincenzo D'Agostino)